# Refuge des Bésines
Das Refuge des Bésines ist eine Schutzhütte der Sektion Montagnards Ariégeois des Club Alpin Français. Sie liegt auf dem Gemeindegebiet von Mérens-les-Vals in der französischen Region Okzitanien im Département Ariège auf 2104 m Höhe.

## Beschreibung
Die Hütte wird üblicherweise von Anfang Juni bis Ende September bewartet und verfügt außerhalb dieser Zeit über eine Unterkunftsmöglichkeit für 16 Personen im Winterraum.

## Zugang
Der übliche Zugang erfolgt von L’Hospitalet. Weitere Zugangsmöglichkeiten bestehen von Mérens-les-Vals und vom Col du Puymorens.

## Gipfelanstiege
- Pic d’Auriol (2695 m)[1]
- Pic des Bésineilles (2632 m)[2]